# Tipula (Schummelia) turea
Tipula (Schummelia) turea is een tweevleugelige uit de familie langpootmuggen (Tipulidae). De soort komt voor in het Oriëntaals gebied.